# روح آب

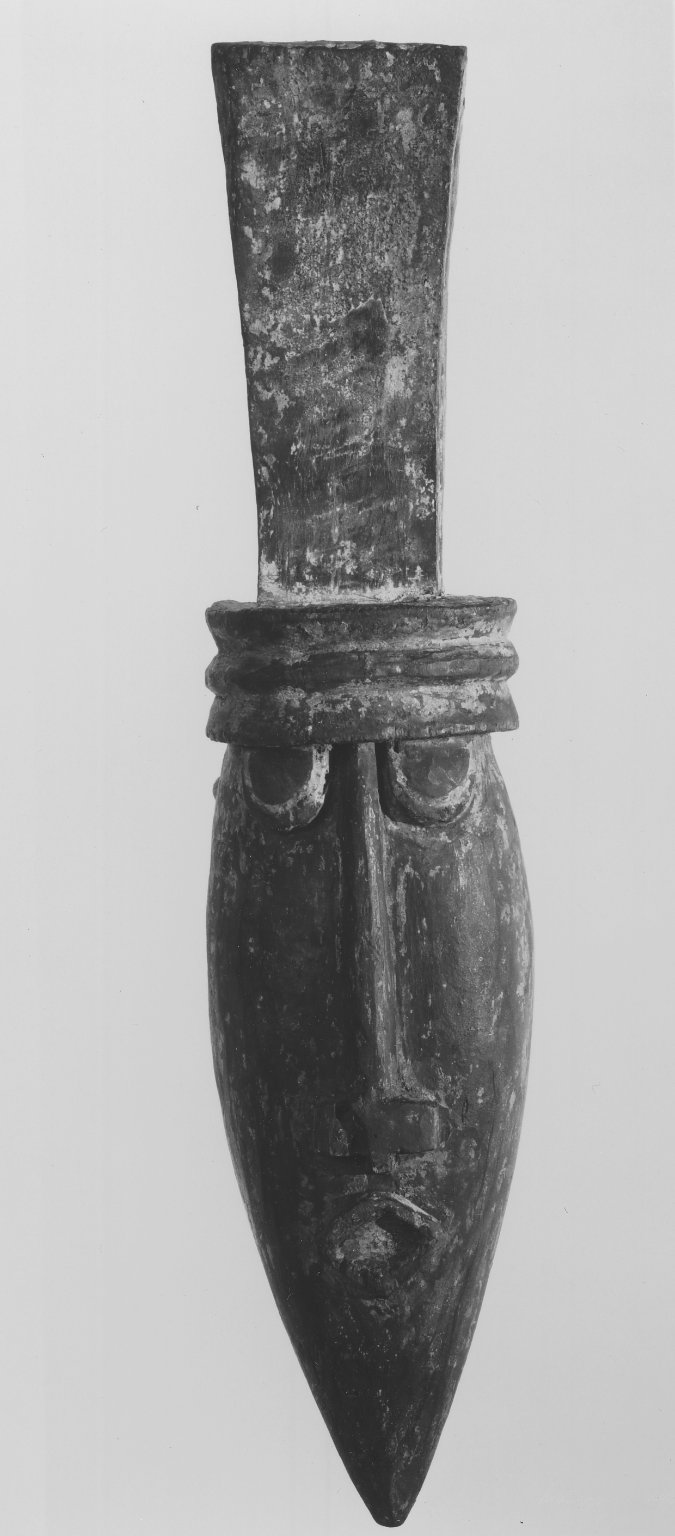
ماسک روح آب از مردم ایگبو (موزه بروکلین)

روح آب نوعی موجود فراطبیعی است که در فرهنگ مردم بسیاری از فرهنگ‌ها یافت می‌شود.

## یونان باستان
در اسطوره‌شناسی یونانی:
- نایادها پوره‌هایی بودند که بر چشمه‌ها، چاه‌ها، چشمه‌ها، نهرها و نهرها ریاست می‌کردند.
  - Crinaeae (Κρηναῖαι) نوعی پوره مرتبط با فواره بود.
  - لیمنادها یا لیمنیدها (Λιμνάδες / Λειμενίδες) نوعی نایاد بودند که در دریاچه‌های آب شیرین زندگی می‌کردند.
  - Pegaeae (Πηγαῖαι) نوعی نایاد بودند که در چشمه‌ها زندگی می‌کردند.
- نرئیدها پورههای دریایی بودند.
- سیرن‌ها زنان پرنده‌ای بودند که در دریا در نزدیکی خط ساحلی جزیره صخره‌ای زندگی می‌کردند.

## رومی
در اسطوره‌شناسی رومی:
- Camenae الهه چشمه‌ها، چاه‌ها و فواره‌ها یا پوره‌های آب ناهید (اسطوره) بودند.